# Amelora belemnophora
Amelora belemnophora là một loài bướm đêm trong họ Geometridae.